# Діснейленд (Париж)
Паризький Діснейленд (Disneyland Paris) – комплекс парків розваг компанії «Волт Дісней» у місті Марн-ла-Валле у східному передмісті Парижа, Франція. Розташований за 32 км від центру Парижа у муніципалітеті  Шессі (Сена і Марна)..

## Історія

Готелі Діснейленду

Успіх Діснейленду в Каліфорнії (США), відкритий у 1955 році, змусив компанію Волта Діснея шукати нові місця для створення інших «Чарівних королівств». Це призвело до відкриття парків розваг у Флориді в 1971 році і Діснейленд-Токіо (Японія) в 1983 році.
Реалізації проекту Діснея у Франції розпочалася у 1970 році. Однак через різні труднощі переговори затягнулися до 1980-х років. Згодом був складений список 1200 можливих місць для «Євро Діснейленду». У 1984 році за право будівництва змагались дві країни: Іспанія і Франція.
Зрештою напередодні Різдва 1985 року президентом компанії «Волт Дісней» Майклом Айснером й урядом Франції та Іль-де-Франс був підписаний Меморандум про взаєморозуміння. Для будівництва обрали територію у муніципалітеті  Шессі (Сена і Марна).
Паризький Діснейленд відкрився 12 квітня 1992 року. Займає площу у 1945 га, однак підписана угода про розширення до 2230 га. Складається з двох  тематичних парків, Disneyland Park (з 1992) і Walt Disney Studios Park (з 2002 року), розважального парку Disney Village, поля для гольфу Golf Disneyland, а також крамниць, ресторанів і готелів.
Паризький Діснейленд управляється французькою компанією Euro Disney SCA, 39,78 % акцій якої належать компанії «Волт Дісней», 10 % саудівському принцу Алваліду і 50,22 % іншим акціонерам.
Комплекс був предметом суперечок у період переговорів та будівництва наприкінці 1980-х – початку 1990-х років. Відкриття парку породив великі надії на скорочення безробіття у Франції. Але для громадськості він поступово перетворився на символ американського менеджменту. Його часто ототожнюють з важкими умовами праці, соціальною незахищеністю, низькою заробітною платою. Роботи переривались протестами, організованими французькими профспілками. Після відкриття парк спіткали подальші невдачі, зокрема, незначна відвідуваність, низька наповненість готелів, малі прибутки. Ситуація поліпшилась з липня 1995 року.
16 березня 2002 року відкрився другий тематичний парк Walt Disney Studios Park.
За результатами фінансового 2007 року прибуток Діснейленду склав $ 1,22 млрд.
12 серпня 2008 року парк привітав свого 200 мільйонного відвідувача.
У 2009 році Паризький Діснейленд був визнаний найбільш відвідуваним туристичним об’єктом Франції та Європи.

## Назви комплексу
- Euro Disney Resort  (з 12 квітня 1992 до 1994 року);
- Euro Disneyland Paris (1994);
- Disneyland Paris (1995-2001);
- Disneyland Resort Paris (з 1 січня 2002 року до вересня 2009 року);
- Disneyland Paris (з вересня 2009 року).

## Транспорт

Станція Марн-ла-Валле — Шессі, RER

Діснейленд і Париж з'єднує залізнична система приміських електричок RER (лінії А). Залізнична станція Марн-ла-Валле — Шессі знаходиться між тематичними парками і Дісней Віллідж. Електирички курсують раз на 10—15 хвилин.
До Марн-ла-Валле можна дістатися лінією RER A з таких паризьких станцій:
- Nation за 35 хвилин;
- Gare de Lyon за 37 хвилин;
- Châtelet — Les Halles за 41 хвилину;
- Auber за 44 хвилини;
- Charles de Gaulle — Étoile за 47 хвилин.

Окрім того, до Діснейленду веде автомагістраль і лінія швидкісних поїздів TGV з основними маршрутами: Брюссель, Бордо, Марсель, Ніцца, Ліон, Ренн, Лілль, Нант, Лімож, Тулуза, Монпельє, Орлеан.
Існує сполучення між Лондоном (вокзал Сент-Панкрас) і станцією Марн-ла-Валле (тривалість подорожу потягом Eurostar 2 години 33 хвилини)
Відкрито регулярне автобусне сполучення з аеропортів Шарля де Голля, Орлі і Бове.

## Види вхідних квитків
- «1 день / 1 парк» (1 day 1 park) власник має право відвідати один парк (Disneyland Park або Walt Disney Studios Park) протягом одного дня;
- «1 день / 2 парки» (1 day 2 park) власник має право відвідати два парки (Disneyland Park і Walt Disney Studios Park) протягом одного дня. Квиток повинен бути використаний протягом року з моменту покупки;
- «2,3,4 або 5 днів / 2 парки» (2,3,4 or 5 day / 2 park) – багаторазове відвідування двох парків Діснейленду протягом відповідної кількості днів.

Крім того, на території парку пропонується квиток "Швидкий прохід" (FastPass), власник якого може пройти на атракціон і уникнути довгої черги в зазначеному на квитку часовому проміжку (послуга безкоштовна).

## Тематичні парки

### Disneyland Park

Замок Сплячої красуні

Парк налічує сорок дев'ять атракціонів у п'яти тематичних «землях». Залізнична колія проходить по периметру парка і має зупинки на Main Street, USA, Frontierland, Fantasyland і Discoveryland. Дороги до різних частин розходяться від центру, де розташований замок Сплячої красуні «Le Château de la Belle au Bois Dormant».

#### Main Street, USA (Головна вулиця, США)
На Головній вулиці США, що починається з входу до Діснейленд-Парку, розташовані залізничний вокзал, мерія, численні магазинчики та ресторани. 
Дорога веде до замку Сплячої красуні, центральної частини парку.
Вулиця побудована в стилі рідного міста Волта Діснея Марселін, штат Міссурі, американського міста кінця XIX - початку XX століття.
Під час Різдва на вулиці встановлюється 18-метрова ялинка, а на Геловін - Міккі Маус зі Світильником Джека.
Основними атракціонами є вокзал з паровозами, Main Street Vehicles (старовинні автомобілі, що перевозять відвідувачів), Discovery Arcade і Liberty Arcade (прогулянкові пасажі). Щодня на Головній вулиці проводять паради героїв Волта Діснея, FANTILLUSION! (нічний світловий парад) і Wishes (коротша версія найдорожчого і найвідомішого феєрверку у світі над замком Сплячої красуні).

#### Frontierland (Прикордонна країна)
Країна Дикого Заходу XIX століття. Вхід пролягає через Форт Комсток, у якій виставлені воскові герої часів Громадянської війни «Legends of the Wild West» Біллі Буфало, золотошукачі, шериф та ін. До найпопулярнішого атракціону належать американські гірки «Big Thunder Mountain», стилізоване під покинуте містечко золотошукачів, які осквернили святу для індіанців гору. Проклятою копальнею і навколо гори на великій швидкості їздить паровоз без машиністів. До інших атракціонів відносяться замок з привидами «Phantom Manor», майданчик для дитячих ігор «Pocahontas Indian Village», прогулянки озером на індіанському каное «River Rogue Keelboats» і пароплавах «Марк Твен» і «Моллі Браун» (названий на честь урятованої пасажирки з «Титаніка»).

#### Adventureland (Країна пригод)

Атракціон «Індіана Джонс і Храм Небезпеки»

Тема Adventureland - екзотичні пригоди. Вхід до цієї частини парку лежить через східний базар, натхнений «Тисячею і однією ніччю» і пригодами Синдбада-мореплавця.
Основні атракціони: пригоди Індіани Джонса у давньому загубленому місті («Indiana Jones and the Temple of Peril», подорож у світ «Піратів Карибського моря» («Pirates of the Caribbean»), будинок Робінзона Крузо на верхівці дерева («La Cabane des Robinson»), таємничі печери на Острові Пригод («Adventure Isle») та ін.

#### Fantasyland (Країна фантазії)
Ця частина Діснейленду розрахована на наймолодших відвідувачів. Атракціони пов’язані з героями мультфільмів Волта Діснея. У центрі знаходиться Замок Сплячої Красуні, до якого веде розвідний арочний міст. На першому поверсі знаходиться галерея, яка розповідає історію Сплячої Красуні. У Fantasyland розташовані атракціони Білосніжка та сім гномів («Blanche-Neige et les Sept Nains»), Пригоди Піноккіо («Les Voyages de Pinocchio»), Карусель Ланселот («Le Carrousel de Lancelot»), Політ Пітера Пена («Peter Pan's Flight»), літаюче слоненя Дамбо («Dumbo the Flying Elephant»), лабіринт Аліси в Країні Чудес, карусель «Божевільне чаювання», подорож у маленькому цирковому потязі «Casey Jr. — le Petit Train du Cirgue», круїз на мініатюрному човнику («Le Pays des Contes de Fees»), подорож на човнику «Це маленький світ» («it's a small world»), де співають і танцюють ляльки різних країн світу.

#### Discoveryland (Країна відкриттів)
Концепція Країни відкриттів сформована на ідеях європейської культури, зокрема Леонардо да Вінчі, Герберта Веллса і Жуля Верна. Найпопулярніший атракціон — американські гірки «Space Mountain: Mission 2» (до реконструкції 2005 року - «Space Mountain»). Сконструйований у ретро-футуристичному стилі з величезною гарматою початку XIX століття за мотивами науково-фантастичного пригодницького роману Ж. Верна «Із Землі на Місяць».
У приміщенні Відеополіса проходять театралізовані шоу-мюзикли (з 2010 – «CineDisney»). На його дизайн вплинули мрії про майбутнє, які панували на зламі XIX-ХХ сторіч. Над будівлею висить дирижабль з фільму 1974 року «Острів на вершині світу».
Інші атракціони цієї частини парку: «Buzz Lightyear Laser Blast» за мотивами мультфільму «Історія іграшок 2», мандрівка орбітою планети на борту космічного корабля «Orbitron», «Star Tours» (подорож на симуляторі космічного корабля у світ недіснеївських «Зоряних воєн»), «Таємниці «Наутілуса» («Les Mystères du Nautilus») за мотивами романа Ж. Верна «20000 льє під водою» та ін.

### Walt Disney Studios Park

Парк кіностудії Волта Діснея

Парк кіностудії Волта Діснея – другий парк Паризького Діснейленду, де для відвідувачів відтворюють процес зйомок фільмів. Парк розділений на чотири тематичних сектори: Front Lot, Animation Courtyard, Production Courtyard і Back Lot, які представляють різні частини Голівуду.
Головний бульвар (Front Lot) створений у стилі Сансет-бульвар у Лос-Анджелесі. У секторі Production Courtyard знаходиться знімальний майданчик, на якому відвідувачів залучають до зйомок фільму. Сектор Animation Courtyard знайомить зі світом диснеївської мультиплікації. 
На натуральному знімальному майданчику Back Lot відтворюють спецефекти і трюки.

## Нещасні випадки у парку
У Паризькому Діснейленді трапилось кілька нещасних випадків.

## Цікаві факти
1 липня 2019 року в паризькому Діснейленді відбулася ЛГБТ-вечірка Magical Pride Party. Це була перша така вечірка в історії Діснейленду, яку офіційно організовувала компанія Волта Діснея.
В квітні 2020 року в паркі хотіли провести зйомки французького ігрового і розважального шоу «Intervilles» (Intervilles 2020) під виробництвом «Banijay Productions», однак через пандемію коронавирусу COVID-19 зйомки зупинено.